# پگی مونت
پگی مونت (انگلیسی: Peggy Mount; ۲ مهٔ ۱۹۱۵ – ۱۳ نوامبر ۲۰۰۱) هنرپیشه اهل انگلستان بود.
از فیلم‌ها یا برنامه‌های تلویزیونی که وی در آن نقش داشته‌است می‌توان به الیور!، اختلاس و هتل پارادیزو اشاره کرد.